# Sergei Wiktorowitsch Jekimow
Sergei Wiktorowitsch Jekimow (russisch Сергей Викторович Екимов; * 30. Mai 1974 in Leningrad) ist ein russischer Komponist.
Der Sohn zweier Musiklehrer hatte ab dem fünften Lebensjahr Musikunterricht. Nach dem Abschluss der Moskauer Kindermusikschule studierte er bis 1993 Dirigieren am Rimski-Korsakow-Musikinstitut und bis 1998 am Sankt Petersburger Konservatorium Chorleitung und Komposition bei Juri Alexandrowitsch Falik. Am Konservatorium leitete er den Jugendkammerchor und später den Frauenchor. Er komponierte Chorwerke, Kammermusik, Werke für Orgel und für Klavier und Vokalwerke für Kinder und arrangierte russische Volksmusik. Seine Kompositionen wurden bei Konzerten und Festivals in Russland, Lettland, Deutschland, Frankreich, der Schweiz, Spanien, den USA und Japan aufgeführt, im russischen Rundfunk gesendet und auf CD aufgenommen.